# Aleksander Dugin
Aleksander Gelijevič Dugin (Алекса́ндр Ге́льевич Ду́гин), ruski skrajno desničarski filozof in politični analitik, * 7. januar 1962, Moskva.
Bil je glavni organizator Nacionalne boljševiške stranke, Nacionalne boljševiške fronte, in Evrazijske stranke. Bil je tudi svetovalec govorniku Državne Dume Genadiju Železnjovu in vodilnemu članu vodeče stranke na oblasti Združena Rusija, Sergeju Nariškinu. Dugin je avtor več kot 30 knjig, med njimi Temelji geopolitike (1997) in Četrta Politična Teorija (2009). Njegovi politični pogledi so bili opisani kot fašizem.
Čeprav Dugin nima uradnih povezav s Kremljem, je pogosto imenovan za očeta Putinove ideologije, nekateri pa trdijo, da so te navedbe pretirane. Dugin rusko-ukrajinsko vojno opisuje kot »sveto vojno« proti »absolutnemu zlu«, ki ga po njegovem mnenju uteleša zahodna civilizacija.

## Zgodnja leta in izobrazba
Dugin se je rodil v Moskvi v družino generalpolkovnika Sovjetske vojaške obveščevalne službe in pravnika, Gelija Aleksandroviča Dugina in matere Galine, zdravnice in znanstvenice na področju medicine. Njegov oče je družino zapustil, ko je bil sin star tri leta, vendar je poskrbel, da so imeli dober življenjski standard; Duginu je občasno pomagal iz težav z oblastmi. Zaradi vedenja sina so ga leta 1983 premestili v carinsko službo. Leta 1979 je Aleksander vstopil v Moskovski Letalski Inštitut, vendar ni diplomiral in je moral opraviti dopisni tečaj drugje. Nato je pridobil magisterij iz filozofije in sčasoma dva doktorata znanosti, enega iz sociologije, enega iz političnih ved.
Leta 1980 se je Dugin pridružil Južinski skupini, združenju avantgardnih disidentov,  ki so se šli Satanizem in druge oblike okultizma. Znan je bil po svojem nagnjenju za nacizem, kar pripisuje uporu proti svoji sovjetski vzgoji, ne pa resnični simpatiji za  Hitlerja. Privzel je alter ego z imenom 'Hans Siever', sklicujoč se na Wolframa Sieversa, nacističnega raziskovalca paranormalnih tem. Kot samouk se je naučil italijanščino, nemščino, francoščino in anglešćino; govori tudi špansko. V  Državni Knjižnici V. I. Lenina , je odkril spise Juliusa Evole in privzel prepričanja Tradicionalistične Šole.

## Kariera in politični pogledi

### Zgodnje aktivnosti
V osemdesetih letih je bil Dugin disident in protikomunist. Delal je kot novinar, preden je  tik pred padcem komunizma šel v politiko. Leta 1988  se je s prijateljem Gejdarom Džemalom pridružil  ultra-nacionalistični skupini Pamjat (Spomin), iz katere je kasneje izšel ruski fašizem. Pomagal je napisati politični program za novo ustanovljeno Komunistično partijo Ruske federacije pod vodstvom Genadija Zjuganova.

### Publicistična kariera
Dugin je objavil leta 1997 Temelje geopolitike; delo se je uporabljalo kot učbenik v Akademiji Generalštaba ruske vojske -  na radarju politologov v ZDA, kot so  delo med drugim imenovali " ruski Manifest Destiny". Leta 1997 je prav tako njegov članek "fašizem – brez meja in rdeč" razglasil prihod "pristnega, resničnega, radikalno revolucionarnega in doslednega fašističnega fašizma" v Rusijo. Prepričan je, da " nikakor niso rasistični in šovinistični vidiki Nacionalsocializma pogojevali narave njegove ideologije. Ekscesi te ideologije v Nemčiji so stvar izključno Nemcev ... medtem ko ruski fašizem združuje naravni nacionalni konzervativizem s strastno željo po resničnih spremembah. "Waffen-SS in še posebej znanstveni sektor te organizacije, Ahnenerbe, " sta bila po njegovem "intelektualna oaza v okviru nacionalsocialističnega režima"."
Dugin je kmalu začel objavljati revijo Elementi, ki jo je začel s hvalo Francosko-belgijskemu avtorju Jean-François Thiriart, zagovorniku "evro-sovjetskega imperija, ki naj bi se raztezal od Dublina do Vladivostoka in bi se moral razširiti tudi na jug, saj potrebuje pristanišče na Indijskem Oceanu." Elementi,  v katerih je Dugin dosledno izražal občudovanje za caristično in stalinistično Rusijo, so tudi častili Juliusa Evolo. Dugin je sodeloval tudi s tednikom Den (Dan), ki ga je pred tem vodil Aleksander Prohanov.

### Ideologija
Dugin ne odobrava liberalizma  zahoda, še posebno ne hegemonije ZDA. Izjavlja, da smo "na strani Stalina in Sovjetske zveze". Imenuje se za konservativca:"Mi konservativci želimo močno, trdno državo, želimo red in zdravo družino, pozitivne vrednote, krepitev pomena religije in cerkve v družbi". Dodaja: "Želimo domoljubni radio, televizijo, domoljubne strokovnjake, domoljubne klube. Želimo medije, ki izražajo nacionalne interese". Po mnenju politologinje Marlene Laruelle bi miselnost Dugina, glavnega tvorca fašizma a-La-russe, lahko opisali kot koncentrične kroge skrajno desnih ideologij, katerih jedro so politične  in filozofske tradicije kot ezoterični nacizem, Tradicionalizem/Perenializem,  nemška konservativna revolucija in evropska nova resnica.
Dugin podpira misel Martina Heideggerja, predvsem njegov geo-filozofski koncept Daseina (eksistence).  Po Duginu predstavljajo sile liberalne in kapitalistične zahodne civilizacije tisto, kar so stari Grki imenovali ὕβρις (hubris), "bistveno obliko titanizma" (proti-idealna oblika), ki nasprotuje nebesom ("idealna oblika - v smislu prostora, časa, bitja"). Z drugimi besedami, Zahod predstavlja "upor Zemlje proti Nebu". "Atomizirajočemu" univerzalizmu Zahoda Dugin postavlja kot nasprotje univerzalizem, izražen bogu, ki ga ljudje niso sposobni doumeti, in v politični ideji "imperija".  Vrednote kot demokracija, človekove pravice, individualizem itd. zanj niso univerzalne, temveč edinstvene za zahod. 

#### Evroazijanstvo, fašizem in pogledi na geopolitiko
Dugin se je zavzel za fašistična stališča, in teorijo ustanovitve "Evroazijskega imperija", sposobnega upreti se Zahodu pod vodstvom ZDA. Bil je organizator in prvi predsednik Narodne boljševiške stranke 1993 do 1998 (skupaj s Edvardom Limonovim), kasneje Nacionalne boljševiške fronte in Evrazijske stranke, ki je nato postala nevladno združenje. Duginova evrazijska ideologija je tako usmerjena v združitev vseh rusko govorečih narodov v eno samo državo s prisilnim teritorialnim razkosanjem preteklih republik  Sovjetske zveze.
V začetku leta 1990 Dugin pri Nacionalni Boljševiški Fronti med drugim raziskoval korenine nacionalnih gibanj in dejavnosti podpiranja ezoteričnih skupin v prvi polovici 20.stoletja. Sodeloval je s Christian Bouchetom, takratnim članom francoskega Ordo Templi Orientis, in z njim gradil fašistična in  integrativna interesna gibanja v Aziji in Evropi in s tem približeval mednarodno politiko evrazijskim geopolitičnim konceptom Rusije.

Dugin je dve leti preučeval geopolitične, semiotične in ezoterične teorije kontroverznega nemškega učenjaka Hermana Wirths (1885-1981), enega od ustanoviteljev nemškega Ahnenerbe. Posledica tega je bila knjiga Hiperborejska Teorija (1993), v kateri je Dugin v veliki meri podprl Wirthove ideje kot možen temelj za svoje Evrazijanstvo. Očitno je to "eden najobsežnejših povzetkov in del o Wirthu v katerem koli jeziku". Po besedah moldavskega antropologa Leonida Mosionjnika so se Wirthove odkrito divje ideje zelo dobro prilegle v ideološko praznino po propadu komunizma, liberalizma in demokracije. Dugin je zagovarjal tudi legendo, da je Wirth napisal pomembno knjigo o zgodovini judovskega ljudstva in o Stari zavezi, tako imenovano Palestinabuch,  ki bi lahko spremenila svet, ko je ne bi ukradli.Na Duginove ideje, zlasti ideje o "turško-slovanskem zavezništvu v Evroazijski sferi" so začeli postajati pozorni v nekaterih nacionalističnih krogih v Turčiji, predvsem med domnevnimi člani mreže Ergenekon, ki je predmet odmevnega sodnega procesa zaradi obtožb zarote.  Duginova evrazijska ideologija je bila povezana tudi na njegovo pristajanje  doktrin Tradicionalistične šole - Duginova tradicionalistična prepričanja so predmet študije v dolžini knjige J. Heiserja, Ameriški imperij je treba uničiti—Aleksander Dugin in nevarnosti imanentizirane Eshatologije. Dugin se zavzema tudi za rusko-arabsko zavezništvo.
Načeloma, ostajata Evrazija in naš prostor, osrednja Rusija,  srčika nove anti-buržuazne, proti-amerikanskje revolucije   ... Novi  Eurazijski imperij bo zgrajen na temeljnem načelu skupnega sovražnika: na odkanjanju atlanticizma, strateškem nadzoru nad ZDA in uporu, da bi liberalne vrednote prevladale nad nami. Ta skupni civilizacijski impulz bo osnova politične in strateške unije. Basics of Geopolitics 
Prerojena Rusija naj bi po Buginovem konceptu (Charles Clover v Financial Times)  bila nekoliko predelana različica Sovjetske zveze z odmevi Orwelovega 1984 , z Evrazijo kot eno od treh super držav velikosti celine,  Vzhodno Azijo in Oceanijo kot drugima dvema, v stalnem konfliktu med sebod. V evro-azijski sferi javnega diskurza pomeni totalitarna komunistična politika, ki jo v več kot tri desetletja zastopajo  različne mednarodne skupine,  "za Rusijo obliko ponovne integracije postsovjetskega okolja v Evro-azijsko vplivno sfero". Severnoameriški program "sodeluje s široko paleto partnerjev iz vseh sektorjev civilne družbe" in "ga podpirajo nepovratna sredstva, mediji,  regionalne pobude in tesno sodelovanje".

#### Rusko pravoslavje in rodnoverstvo
Dugina je pri šestih letih v Ruski Pravoslavni cerkvi Mičurinskega krstila njegova prababica Elena Mihajlovna Kargalceva. Od leta 1999 je uradno vstopil v podružnico Starovercev, rusko versko gibanje, ki je zavrnilo 1652-1666 reforme uradne Ruske Pravoslavne Cerkve. Duginova evroazijska filozofija dolguje veliko tradicionalnemu Integralizmu in Nouvelle Droite gibanjem in kot taka odmeva Neopaganizem, kategorijo, ki v tem okviru pomeni gibanje Slovanska Domača Vera (Rodnoverstvo). Duginovo Evroazijstvo pogosto navajajo kot pripadnost istemu spektru teh gibanj, poleg tega tudi vplivajo  nanj hermetične, Gnostične in Vzhodne tradicije. Sam poziva, da naj se razvoj "Vzhodne teologije in mističnih tokov" nasloni na Četrto Politično Teorijo.
Po Marlene Laruelle  nagnjenje k Staroverstvu Duginu omogoča, da stoji med poganstvom in pravoslavnim krščanstvom, ne da bi formalno sprejel ne eno ne drugo. Njegova izbira ni paradoksalna, saj je po njegovem mnenju - v luči Ren Russell Guenona - rusko pravoslavje in še posebej staroverci so ohranili ezoterični in pristni značaj, ki se je v zahodnem krščanstvu popolnoma izgubil. Kot taka se lahko Ruska pravoslavna tradicija združi z Neopaganizmom in tako gosti "nacionalistične sile Neopaganizma, ga zasidra na ruska tla in ga loči od dveh drugih krščanskih izpovedi".

### Politične stranke

#### Evrazijska Stranka
Evrazijska Stranka, ki zastopa novo-evrazijske ideje, se je ustanovila aprila 2001. Za Dugina poročajo, da  je bil ustanovitelj skupine. Dejal je, da bo gibanje poudarilo kulturno raznolikost v ruski politiki in nasprotovalo "globalizaciji v ameriškem slogu in se uprlo tudi vrnitvi k komunizmu in nacionalizmu." Uradno je Ministrstvo za pravosodje stranko 31. maja 2001 priznalo. Stranka Evrazija naj bi imela podporo v nekaterih vojaških krogih in s strani voditeljev Pravoslavne krščanske vere v Rusiji; stranka upa, da bo igrala ključno vlogo pri reševanju Čečenskega problema in pripravila temelje za Duginov cilj ruskega strateškega zavezništva z evropskimi in bližnjevzhodnimi državami, predvsem z Iranom. 
Leta 2005 je Dugin ustanovil Evroazijsko Mladinsko Zvezo Rusije kot mladinsko krilo mednarodnega Evrazijskega Gibanja.

#### Nacionalna boljševiška stranka
Leta 1992 je Edvard Limonov ustanovil Nacionalno boljševiško fronto (NBF)  z združenjem šestih manjših skupin. Aleksander Dugin je bil med najzgodnejšimi člani in je bil ključnega pomena pri prepričevanju Limonova, da vstopi v politiko. Leta 1993 je podpisal izjavo o ustanovitvi stranke. Stranka je prvič pritegnila pozornost leta 1992, ko so dva člana aretirali zaradi posedovanja bomb. Incident je NBP dal priliko za bojkot proti zahodnemu blagu. NBF je združil moči z Nacionalno Fronto Odrešenja (široka koalicija ruskih komunistih in nacionalistov). Leta 1998 je Dugin zapustil NBP zaradi nesporazumov z drugimi člani stranke. Posledica je bila, da se je stranka premaknila na levo v ruskem političnem spektru, člani stranke pa so Dugina in njegovo skupino obsodili za fašiste.

### Stališče do Ukrajine in vloga v ruski politiki
Dugin podpira Putina in njegovo zunanjo politiko, vendar je nasprotoval ekonomski politiki ruske vlade. Njegov citat iz leta 2007: "Putinovih nasprotnikov ni več in če obstajajo, so duševno bolni in jih je treba poslati na klinični pregled. Putin je povsod, Putin je vse, Putin je absoluten, in Putin je nepogrešljiv" je na listi laskanj pri bralcih Komersanta pristal na drugem mestu.
V Kremlju, Dugin predstavlja "vojno stranko", vejo znotraj vodstva nad Ukrajino. Dugin je avtor Putinove pobude za priključitev Krima k Rusiji. Menil je, da je vojna med Rusijo in Ukrajino neizogibna in pozval Putina, naj začne z Vojno v Donbasu. Dugin je dejal: "ruska renesansa se lahko ustavi le v Kijevu." Med proruskim konfliktom v Ukrajini leta 2014, Dugin je bil v rednih stikih s proruskimi separatističnimi uporniki. Svoje stališče je opisal kot "brezpogojno pro-DPR in pro-LPR". Klic  na skype, objavljen na YouTube, ga kaže, kako daje navodila separatistom Južne in vzhodne Ukrajine ter deli nasvete Ekaterini Gubarev - njen mož Pavel Gubarev se je razglasil za  guvernerja Regije Donetsk, nakar ga je  Varnostna služba Ukrajine aretirala. 31.Marca 2014 je bil aretiran Oleg Bahtijarov, član Eurasijske Mladinske zveze Rusije, ki jo je ustanovil Dugin. Po podatkih ukrajinske varnostne službe je pripravil skupino približno 200 ljudi, da zasedejo parlament in druge vladne stavbe.
Dugin je izjavil, da je razočaran nad Putinom, češ da med  Ukrajinsko ofenzivo v začetku julija 2014 ni podprl proruskih upornikov. Avgusta 2014 je Dugin pozval k izkoreninjenju ukrajinske identitete.
Po Halji Koinašu  (Harkovska Skupina Za Varstvo Človekovih Pravic) je  Duginova "Evrazijska ideologija"  nedvomno vplivala na dogodke v vzhodni Ukrajini in na rusko invazijo na Krim. Po mnenju Vincenta Jauverta je Duginova radikalna ideologija postala osnova za notranjo in zunanjo politiko ruskih oblasti. "Splača se prisluhniti Duginu, čer želiš razumeti, kakšno usodo Kremelj pripravlja svoji državi in celotni Evropi."
Ukrajina je Duginu junija 2006 za pet let prepovedala vstop, Kijev pa ga je leta 2007 razglasil za persona non grata. Njegova evroazijska Mladinska zveza je bila v Ukrajini prepovedana. Leta 2007 je Varnostna služba Ukrajine identificirala osebe Evrazijske mladinske Unije, krive za vandalizem na gori Hoverli leta 2007:  povzpeli so se na Hoverla, najvišjo goro Ukrajine, posneli, kako žagajo  grb Ukrajine, in naslikali emblem Evroazijske Mladinske zveze na spominskem simbolu Ustava Ukrajine.ko je prispel na Mednarodno Letališče Simferopol junija 2007 so ga izgnali nazaj v Rusijo.
Pred izbruhom vojne med Rusijo in Gruzijo leta 2008, je Dugin obiskal Južno Osetijo in napovedal: "naše čete bodo zasedle gruzijsko prestolnico Tbilisi, celotno državo in morda celo Ukrajino in polotok Krim, ki je zgodovinsko del Rusije." Nato je dejal, da se Rusija "ne bi smela ustaviti pri osvoboditvi Južne Osetije, ampak bi se morala naprej", in "nekaj podobnega moramo ukreniti v Ukrajini." Leta 2008 je Dugin izjavil, da bi morala Rusija ponoviti Gruzijski scenarij v Ukrajini, to je jo napasti. Septembra 2008 po rusko-gruzijski vojni ni skrival jeze na Putina, ki si "ni upal pasti drugega čevlja" in "obnoviti imperija".
10. oktobra 2014 je Dugin dejal: "Šele po obnovi Velike Rusije, to je Evrazijska Unija, lahko postanemo verodostojen svetovni igralec. Zdaj so se ti procesi zelo upočasnili. Ukrajinski maidan je bil odziv zahoda na napredovanje ruske integracije." Protestno gibanje Evromajdan je opisal kot državni udar, ki so ga izvedle ZDA: "Amerika želi vojno proti Rusiji voditi ne na svojo roko, temveč z prek Ukrajincev. ZDA so v času majdana izvedle državni udar za namen te vojne. ZDA so spravile neonacistične rusofobe na oblast za namen te vojne." Dugin je dejal, da je Rusija glavna gonilna sila v trenutnih dogodkih v Ukrajini: "Rusija vztraja pri svoji suverenosti, pri svoji svobodi in odgovarja na izzive, k jim je bila izpostavljena, na primer v Ukrajini. Rusija poskuša integrirati postsovjetski prostor ..." Kot pravi Izraelski politolog Vjačeslav Lihačov, "če resno vzamemo dejstvo, da je nekdo kot Aleksander Dugin ideolog cesarskega galopa za Zahod, potem lahko sklepamo, da se Rusija do Atlantskega oceana ne bo ustavila."
9.julija 2014 je Dugin na svojem Facebook računu napisal lažen prispevek, po katerem naj bi Ukrajinci 6-letnega otroka pribili na oglasno desko in ustrelili pred materinimi očmi. 16. Julija 2014, Nova Gazeta je predvajala video prispevek svojega dopisnika Eugena Feldmana na sprehodu po glavnem trgu v Slovjansku, sprašujoč lokalne stare ženske, če so slišale za umor otroka. Rekle so, da se tak dogodek ni zgodil. Spletna stran Change.org je gostila peticijo državljanov, ki so zahtevali "celovito preiskavo z identifikacijo vseh oseb, ki so bile vpletene v to izmišljotino"
2. oktobra 2014 je Dugin opisal razmere v Donbasu:" The humanitarna kriza že dolgo divja na ozemlju Novorosije. Beguncev v Ruski federaciji je že do milijon, če ne več.  Velik del prebivalcev DPR in LPR se je preprosto preselil v tujino." Konec oktobra 2014 je Dugin separatistom svetoval, da vzpostavijo diktaturo v Novorosiji toliko časa, dokler ne zmagajo v spopadu.

#### Odnosi z radikalnimi skupinami v drugih državah
Dugin je vzpostavil stik s francoskim skrajno desničarskim mislecem Alain de Benoistom leta 1990. Približno v istem času je spoznal tudi Belgijca Jean-Franoisa in Lacostea. Leta 1992 je v Rusijo povabil nekatere evropske skrajno desne osebnosti, ki jih je bil pred tem srečal. Pripeljal je tudi člane Jobbik in Zlata Zora v Rusijo, da bi okrepili svoje vezi z državo. Po knjihi Vojna za večnost  Benjamina R. Teitelbauma sta ste Dugin in Steve Bannon srečala v Rimu leta 2018 na razpravi o geopolitičnih odnosih Rusije z ZDA in Kitajsko ter o tradicionalistični filozofiji. Dugin je razvil tudi stike s skrajno desnimi in skrajno levimi strankami  v Evropski uniji, tako s Syrizo v Grčiji, Atako v Bolgariji, Svobodno stranko Avstrije in Front National v Franciji, v želji, da bi vplival na politiko EU do Ukrajine in Rusije. Dugin je tesno povezan tudi z izraelskim novinarjem Avigdor Eskin, ki je prej služil v upravnem odboru Duginove stranke Evrazija.

### Peta kolona
Tipično retoriko o peti koloni kot tujih agentih Dugin uporablja za politične obtožbe v številnih publikacijah. V intervjuju za leto 2014, ki ga je objavil Vzgljad in Komsomolskaja Pravda, pravi: "Vodi se velik boj. In seveda ima Evropa svoj peto kolono.... In če jih imamo sedel križem rok in delaš grde stvari na Dozhd, V Evropi resnično prevladuje in vlada peta kolona v polnem razmahu. To je ena in ista finta ZDA" Vidi ZDA za vsako sceno, tako tudi za rusko peto kolono; po njegovi izjavi "nevarnost naše pete kolone ni v tem, da bi bile močna, vredne vi vredna omembe, ampak najel jih je največji "boter" sodobnega sveta—ZDA. Zato so učinkoviti, delujejo, poslušajo jih, lahko si privoščijo vse, ko imajo za seboj svetovno silo." Ameriško veleposlaništvo vidi kot središče za financiranje in vodenje pete kolone in zatrjuje: "vemo, da peta kolona prejema denar in navodila ameriškega veleposlaništva."
Po Duginu je peta kolona podprla razpad Sovjetske Zveze, prevzela oblast pod Borisom Jelcinom in vladala nad Rusijo kot politično-ekonomska in kulturna elita do 2000; peta kolona je režim liberalnih reformatorjev iz 1990-ih in v njej so nekdanji ruski oligarhi Vladimir Gusinski, Boris Berezovski, pa nekdanji vladni uradniki Mihail Kasjanov, Boris Nemcov, Vladimir umetniški, kulturni in medijski delavci, pa Odmev Moskve, Ruska državna univerza za humanistične vede, najvišje vrste Nacionalne raziskovalne univerze višje Ekonomske šole, pomemben del učiteljev. Moskovski državni inštitut za mednarodne odnose in manjšinski del učiteljev Moskovske Državne Univerze. Dugin predlaga, da se peti koloni odvzame rusko državljanstvo in skupino deportira iz Rusije: "menim, da je treba peto kolono deportirati in jim odvzeti državljanstvo." Vendar je Dugin leta 2007 trdil: "nasprotnikov Putinove politike ni več in če že obstajajo, so duševno bolni in jih je treba poslati na profilaktični zdravstveni pregled." Leta 2014 je Dugin v intervjuju za Der Spiegel potrdil je, da meni, da so nasprotniki Putina duševno bolni.
Dugin je v eni od svojih publikacij uvedel izraz šesta kolona in jo opredelil kot "peto kolono, ki se samo pretvarja, da je nekaj drugega", to je tiste, ki so naklonjeni Putinu, vendar zahtevajo, da se zavzema za liberalne vrednote (v nasprotju z liberalno peto kolono, ki je posebej proti Putinu). Med postopkom 2014 rusko vojaško intervencijo v Ukrajini je Dugin dejal, da se je vsa ruska šesta kolona odločno bila za ukrajinskega oligarha Rinat Akhmetova. Kot trdi, " se moramo boriti proti peti in šesti koloni."
Rusko-ameriški umetnik Mihail Čemjakin pravi, da Dugin "šesto kolono" izumlja. "Kmalu bo verjetno na vrsti že sedma. "Peto kolono" se lahko razume. To smo mi, inteligenca, ničvredni, umazani, beremo Camusa.  "šesta kolona" pa je po njegovem mnenju bolj nevarna, ker gre za osebno okolje Vladimirja Putina. Ta pa je naiven in ničesar ne razume. Po Duginu mu lahko ukaže, koga naj se ustreli in koga naj se zapre. Mogoče, Kudrina in morda, Medvedjeva ..."
Po mnenju Dugina bi bilo treba celoten Internet prepovedati: "mislim, da je Internet kot tak, kot pojav, vredno prepovedati, ker nikomur ne daje nič dobrega." Junija 2012 je Dugin na predavanju dejal, da sta kemija in fizika demonski znanosti in da se morajo vsi pravoslavni Rusi po zgledu Irana in Severne Koreje združiti okoli predsednika Rusije v zadnji bitki med dobrim in zlim. Dodal je: "če se želimo osvoboditi zahoda, se moramo znebiti učbenikov  fizike in kemije."
Dugin je svoje stališče do ukrajinskega konflikta označil za "neomejno nasprotovanje hunti in ukrajinskemu nacizmu, ki uničujeta mirne civiliste", pa tudi kot zavračanje liberalizma in ameriške hegemonije.

### Izguba vodstva oddelka
Med vojno v Ukrajini je Dugin izgubil tudi ponujeno mesto vodje Oddelka za sociologijo mednarodnih odnosov Fakultete za sociologijo Moskovske Državne Univerze (medtem ko je namestnik vodje od leta 2009). Leta 2014 je peticijo z naslovom "zahtevamo razrešitev profesorja Fakultete za sociologijo MSU A. G. Dugina!" podpisalo več kot 10.000 ljudi in poslalo rektorju MSU Viktorju Sadovničijusu. Peticija se je začela po Duginovem intervjuju, v katerem je dejal v zvezi z proruski protestniki, ki so 2. maja 2014 umrli v požaru v Odesi: "Toda to, kar vidimo 2. maja, presega vse meje. Ubij jih, ubij jih, ubij jih. Ne bi smelo biti več pogovorov. Kot profesor menim, da je tako". Medtem ko je govoril o "tistih, ki so 2. maja zagrešili brezpravje", kar so mediji so to razlagali kot poziv k poboju Ukrajincev. Dugin je trdil, da je bil odpuščen s tega delovnega mesta; univerza je trdila, da je bila ponudba za mesto vodje oddelka posledica tehnične napake in je bila zato preklicana ter da bo do septembra 2014 po pogodbi ostal profesor in namestnik vodje oddelka. Dugin je napisal izjavo o odstopu od z mesta oseba Fakultete, ki ga je bilo treba zaradi ponujenega položaja vodje oddelka ponovno imenovati v osebje Moskovske državne univerze.  Ker pa je bilo imenovanje odpovedano, ni bil več niti uslužbenec fakultete niti uslužbenec Moskovske državne univerze (obe članstvi sta formalno različni na MSU).

### Glavni urednik Tsargrada TV
Dugina je poslovnež Konstantin Malofeev kmalu po ustanovitvi televizijske postaje imenoval za glavnega urednika Tsargrad TV za.

## Sankcije
11. marca 2015 je Ministrstvo za finance ZDA dodalo Dugina na svoj seznam ruskih državljanov, ki so sankcionirani zaradi njihove vpletenosti v ukrajinsko krizo; njegova Evroazijska Mladinska Zveza je bil tudi na spisku. Junija 2015 je Kanada dodala Dugina na svoj seznam sankcioniranih posameznikov.

## Duginova dela
Arktos Media, založnik v angleškem jeziku za tradicionalistično in novo desno  literaturo, je izdal Duginovih knjig 
- Politični Platonizem, Arktos (2019)
- Etnos in družba, Arktos (2018)
  - Konflikte der Zukunft-Die Rückkehr der Geopolitik, Bonus (2015)
- Voini uma. Tri Logosa: Apollon, Dionis, Kibela, Akademičeskiji proekt (2014)
- Jetnosociologija, Akademicheskii proekt (2014)
  - Etnosociologija, Arktos (2019)
- Martin Hajdegger: filosofija drugogo Nachala, Akademičeskiji  proekt (2013)
  - Martin Heidegger: filozofija drugega začetka Vrh ZDA (2014)
- V poiskah Tiomnogo Logosa, Akademičeskiji  proekt (2013)
- Geopolitika Rossii, Gaudeamus (2012)
  - Zadnja vojna Sveta-otok: geopolitika sodobne Rusije, Arktos (2015)
- Putin protiv Putina, Jauza (2012)
  - Putin proti Putinu, Arktos (2014)
- ZDA in novi svetovni red (razprava z Olavo de Carvalho), Vide Uvodnik (2012)
- Chetvertaja Politicheskaja Teorija, Amfora (2009)
  - Četrta Politična Teorija, Arktos (2012)
  - Die Vierte Politische Theorie, Arktos (2013)
  - Vzpon četrte politične teorije, Arktos (2017)
- Evrazijskaja missija, Evrazija (2005)
  - Evrazijska misija: Uvod v Novoevrazijanstvo, Arktos (2014)
- Pop-kultura i znaki vremeni, Amfora (2005)
- Filosofija voini, Jauza (2004)
- Absoliutnaja rodina, Arktogeia-tsentr (1999)